# 阿莉·赖利
亚历山德拉·洛·赖利（英語：Alexandra Lowe Riley；1987年10月30日—），通称阿莉·赖利（英語：Ali Riley），美国和新西兰女子职业足球运动员，司职后卫，目前效力于天使城足球俱乐部和新西兰国家女子足球队。她曾代表新西兰参加2020年夏季奥林匹克运动会女子足球比赛和2023年国际足联女子世界杯等多场国际赛事。